# کوه یاگور
کوه یاگور (به فرانسوی: Jebel Yagour) یک کوه در مراکش است که در مراکش واقع شده‌است. کوه یاگور ۲٬۷۰۰ متر بالاتر از سطح دریا واقع شده‌است.